# Мохамед Реза Пахлави
Мохамед Реза Пахлави (персијски: محمد رضا پهلوی; Техеран, 26. октобар 1919 — Каиро, 27. јул 1980) познат и као Мохамед Реза Шах, је био последњи ирански шах. На власт је дошао након абдикације оца Резе Пахлавија под совјетско-британским притиском због његове симпатије према Немачкој у Другом светском рату. У уставној кризи 1953. дошао је у сукоб с председником владе и вођом Националне странке Ирана Мохамедом Мосадиком, који се противио великим овлашћењима шаха и учествовању странога капитала у иранској нафтној индустрији. Мохамед Реза Пахлави се склонио у Италију, али се после интервенције војске, која му је пружила подршку, вратио у земљу и оборио Мосадика с власти. Реформама 1963. покушао је да модернизује државу. Повезаност с америчким капиталом, претерано богаћење и одвлачење богатства из земље, недемократски режим власти с ослонцем на војску и насилно гушење опозиције, изазвали су отпор народа, на који су почели највише утицати верске вође муслимана шиита. Незадовољне масе, предвођене ајатолахом Рухолахом Хомеинијем, спровеле су револуцију против шаха и династије Пахлави, па је Мохамед Реза под свеопштим притиском 1979. напустио земљу. Када је у марту 1979. референдумом изгласана Исламска национална република Иран, власт династије Пахлави формално је престала.
Мохамед Реза Шах узео је титулу Шаханшах („Краљ краљева“) 26. октобра 1967. Он је био је други и последњи монарх Пахлавијеве куће. Мохамед Реза Шах Пахлави је имао неколико других титула, укључујући наслов Аријамер („Светлост Аријаца“) и Бозорг Артештаран („Врховни командант“). Његов сан о ономе што је називао „великом цивилизацијом“ (перс. تمدن بزرگ) у Ирану довео је до брзе индустријске и војне модернизације, као и до економских и социјалних реформи.
Мохамед Реза је дошао на власт током Другог светског рата након што је Англо-совјетска инвазија присилила абдикацију његовог оца, Реза Шах Пахлавија. Током владавине Мохамеда Резе, нафтну индустрију у британском власништву накратко је национализовао ирански премијер Мохамед Мосадик све док државни удар подржан од Велике Британије и САД није свргнуо Мосадика и вратио стране нафтне компаније према Споразуму о конзорцијуму из 1954. године.
У октобру 1971. Иран је обележио годишњицу од 2.500 година непрекидне персијске монархије од оснивања Ахеменидског царства од стране Кира Великог. Паралелно са овом прославом, Мохамeд Реза је променио мерило иранског календара из хеџре на почетак Првог персијског царства, мерено од крунисања Кира Великог. Мохамед Реза је такође увео Белу револуцију, серију економских, социјалних и политичких реформи са прокламованом намером трансформисања Ирана у глобалну силу и модернизације нације национализацијом одређених индустрија и давањем бирачког права женама. Током његове 38-годишње владавине, Иран је потрошио милијарде на индустрију, образовање, здравство и оружане снаге и уживао је стопе економског раста веће од Сједињених Држава, Енглеске и Француске. Национални доходак такође је порастао 423 пута. До 1977, ирански издаци за оружане услуге учинили су га петом најјачом војном силом на свету.
Мохамед Реза изгубио је подршку шиитског свештенства Ирана и радничке класе због наводне корупције повезане са њим и краљевском породицом, угушивања политичких дисидената путем иранске обавештајне агенције САВАК (укључујући хапшење до 3.200 политичких затвореника), широко распрострањено мучење и затварање политичких неистомишљеника, протеривање странке Тудех, подршке САД и Велике Британије његовом режиму, његове политика модернизације, секуларизма, сукоб са богатим трговцима познатим под именом базари, односа са Израелом и сукоба са левичарима и исламистима.
До 1978. године, овај политички немир постао је народна револуција која је довела до свргавања монархије. Масакр на тргу Јалех, где је његова војска покосила стотине до хиљаде демонстраната; пожар Биоскопа Рекс, подметнути пожар за који је углавном али погрешно окривљиван на САВАК у Абадану; пребези и побуне у оружаним снагама, Мухарем протести преко 5 милиона Иранаца; и састанак западних лидера који је шах сматрао повлачењем њихове подршке, учинили је његову позицију у Ирану неодрживом. Он је отишао из Ирана у егзил 17. јануара 1979. Мада је шак говорио на Западу да он преферира да напусти земљу, него да пуца на свој народ, број људи које су шах и његова војска убили током револуције крећу се од 2000 (западне процене) до 60000 (тврдње Исламске Републике Иран). Убрзо након тога, Иранска монархија је формално укинута, а Иран је проглашен исламском републиком коју је водио Рухолах Хомеини (на западу познат као Ајатолах Хомеини). Шах је умро у егзилу у Египту, чији му је председник Анвар Садат одобрио азил.

## Детињство и младост
Рођен у Техерану, од оца Резе Кана (касније Реза Шах Пахлави) и његове друге супруге, Таџ ол-Молук,Мохамед Реза је био најстарији син Резе Кана, који је касније постао први Шах династије Пахлави, и треће од његових једанаесторо деце. Његов отац, бивши бригадни генерал Перзијске козачке бригаде, био је Мазандаранског порекла. Отац му је рођен у Алашту, округ Савадух, провинција Мазандаран. Деда по оцу Мохамеда Резе, Абас-Али, био је Мазандаран, ангажован у 7. Савадшком пуку, и служио је у Англо-персијском рату 1856. Бака по оцу Мохамеда Резе, Ноуш-Афарин, била је муслиманска имигранткиња из Грузије (тада део Руског царства), чија је породица емигрирала у Иран након што је Иран био приморан да уступи све своје територије на Кавказу након Руско-персијских ратова неколико деценија пре рођења Реза Кана. Мајка Мохамеда Резе, Таџ ол-Молук, била је пореклом из Азербејџана, рођена у Бакуу, Руско царство (данас Азербејџан).

## Дела
Мохамед Реза је објавио неколико књига током свог периода на престолу и два каснија дела након пада. Између осталих, ту спадају:
- Mission for My Country (1960)
- The White Revolution (1967)
- Toward the Great Civilisation (Persian version: Imperial 2536 = 1977 CE; English version: 1994)
- Answer to History (1980)
- The Shah's Story (1980)